# Lippische Tageszeitung
Die Lippische Tageszeitung (Eigenschreibweise auch Lippische Tages-Zeitung) war eine Tageszeitung, die von 1896 bis 1938 in Detmold im Fürstentum Lippe, später im Freistaat Lippe erschien. Sie sah sich als Gegenpol zur Lippischen Landes-Zeitung und vertrat zunehmend nationalistische Positionen.

## Geschichte
Die Zeitungsgründung war eine Folge des Lippischen Erbfolgestreits: Die Lippische Landes-Zeitung vertrat die Positionen der Linie Lippe-Biesterfeld und weigerte sich trotz eines Übernahmeangebots, für die Bückeburger Linie Schaumburg-Lippe Partei zu ergreifen. Daher gründete am 28. April 1896 der Detmolder Verlag Fr. Preuß die Lippische Tages-Zeitung, die sich ebenso wie ihre direkte Konkurrenz als General-Anzeiger aufstellte. Verlags- und Redaktionsleiter war der Frankfurter Journalist Willy Bruder, der um diese Zeit nach Detmold kam. Bruder engagierte sich ab 1917 in Lippe in der Deutschen Vaterlandspartei. Er verkaufte den Verlag zum 2. April 1920 an den Hugenberg-Konzern. Die Lippische Tages-Zeitung war damit Parteiorgan der DNVP und positionierte sich bereits ab 1919 insbesondere gegen den SPD-Politiker Heinrich Drake. In weiten Teilen sympathisierte sie mit der NSDAP, übte jedoch gelegentlich auch Kritik.
Nach der Reichstagswahl März 1933 und der Gleichschaltung der Presse änderte nicht nur die Landes-Zeitung ihre Berichterstattung, ab Anfang Juni 1933 wurde die Tages-Zeitung zunehmend Ziel von Angriffen der NSDAP-Parteizeitung Lippischer Kurier. Damit wurde versucht, ehemalige Verbündete auszuschalten. Mit dem Rücktritt Hugenbergs aus der DNVP-Führung am 26. Juni 1933 verlor die Tages-Zeitung ihren Status als Parteiorgan.
Nachdem die Lippische Landes-Zeitung bereits 1936 den Betrieb (bis 1949) einstellen musste, traf es 1938 auch die Lippische Tages-Zeitung und 1939 die Lippische Post der Buchdruckerei F. L. Wagener. Die Lippische Staatszeitung blieb damit bis Kriegsende die einzige lippische Tageszeitung.

## Auflage
Im Jahr 1917 hatte die Zeitung eine Auflage von rund 12.000 Exemplaren, die in den Jahren bis 1927 auf 7400 Exemplare absank (für spätere Jahre wurde keine Auflagenhöhe mehr veröffentlicht). Damit lag die Zeitung etwa auf dem Niveau von Felix Fechenbachs Volksblatt, über den Auflagenhöhen der Lippischen Post (1930: 3600 Exemplare) und des Lippischen Kuriers (1930: 3500 Exemplare), aber auch deutlich unterhalb der Lippischen Landes-Zeitung (1930: 17.000 Exemplare).